# 段階型土地区画整理事業
段階型土地区画整理事業（だんかいがたとちくかくせいりじぎょう）とは、農業経営との調和を図り段階的な事業執行をめざす土地区画整理事業。昭和57年8月に旧建設省が定めた制度要綱に基づき創設された事業で、国土交通省（旧建設省所管）の市街地のまちづくり活性事業として施策に位置づけている。
これまで秋田県湯沢市寺沢地区や滋賀県日野町日野中部地区などで実施されている。施行地区内に公共施設等の工事の全部又は一部を換地の処分後に行う地区（留保地区）をもうけ、ここに営農地を集約することにより、当面の間の農業経営を継続させながら段階的に市街地整備を行うことを目的とし、換地処分までを第一段階、それ以降の整備を第二段階とする。
第二段階で行われる工事についての補助は、換地処分時の事業計画に定められているものを対象とし、その時点における補助基本額の範囲内で行われるが、その補助期間は換地処分年度から起算して10年以内に限られている。また新市街地では農業的土地利用と区画整理との調整を必要とするが、段階的に事業を施行することにより、円滑に事業を行うことをめざすものである。